# Lullula
Lullula is een monotypisch geslacht van zangvogels uit de familie Alaudidae (leeuweriken).

## Soorten
De enige soort in dit geslacht:
- Lullula arborea – Boomleeuwerik